# Deutsches Büro für Friedensfragen
Das Deutsche Büro für Friedensfragen war eine Dokumentationsbehörde der Ministerpräsidenten von Bayern, Hessen, Württemberg-Baden und Bremen, vom 15. April 1947 bis  1. Dezember 1949, in Stuttgart bzw. Ruit.
Zu den Aufgaben des Deutschen Büros für Friedensfragen gehörte das Sammeln von Dokumentationsmaterialien für Friedensverhandlungen und Kriegsgefangenenbetreuung. Ursprünglich als bizonale Einrichtung geplant, genehmigte die amerikanische Besatzungsmacht im Hinblick auf die Moskauer Außenministerkonferenz vom Frühjahr 1947 nur ein für ihre Zone zuständiges Büro. Vorsitzender des Büros wurde Fritz Eberhard.
Mit der Westintegration verschwand das Konzept eines Friedensvertrages zum Beenden des Zweiten Weltkrieges und die Behörde wurde vom 1. Dezember 1949 bis 30. Juni 1950 als Bundesbehörde abgewickelt bzw. ging in der Dienststelle für Auswärtige Angelegenheiten im Bundeskanzleramt auf.
Zu den über 36 Mitarbeiterinnen und Mitarbeitern des Deutschen Büro für Friedensfragen am 30. September 1949 gehörten:
- Eugen Feihl
- Günther Harkort
- Margarete Hütter
- Klaus Mehnert
- Ernst-Günther Mohr
- Karl Mommer
- Peter-Heinz Seraphim